# توماس نواك
توماس نواك (بالبولندية: Tomasz Nowak)‏ (30 أغسطس 1960 – 1 أغسطس 2013) هو ملاكم بولندي راحل، مثّل بلاده في الألعاب الأولمبية الصيفية 1988.

## روابط خارجية
توماس نواك على موقع أوليمبيديا (الإنجليزية)
- توماس نواك على موقع اللجنة الأولمبية البولندية (مؤرشف) (البولندية)